# Arborophila crudigularis
Arborophila crudigularis е вид птица от семейство Phasianidae. Видът е почти застрашен от изчезване.

## Разпространение
Видът е разпространен в Китай.